# Nágocs
Nágocs is een plaats (község) en gemeente in het Hongaarse comitaat Somogy. Nágocs telt 704 inwoners (2001).